# Églises nationales implantées à Rome

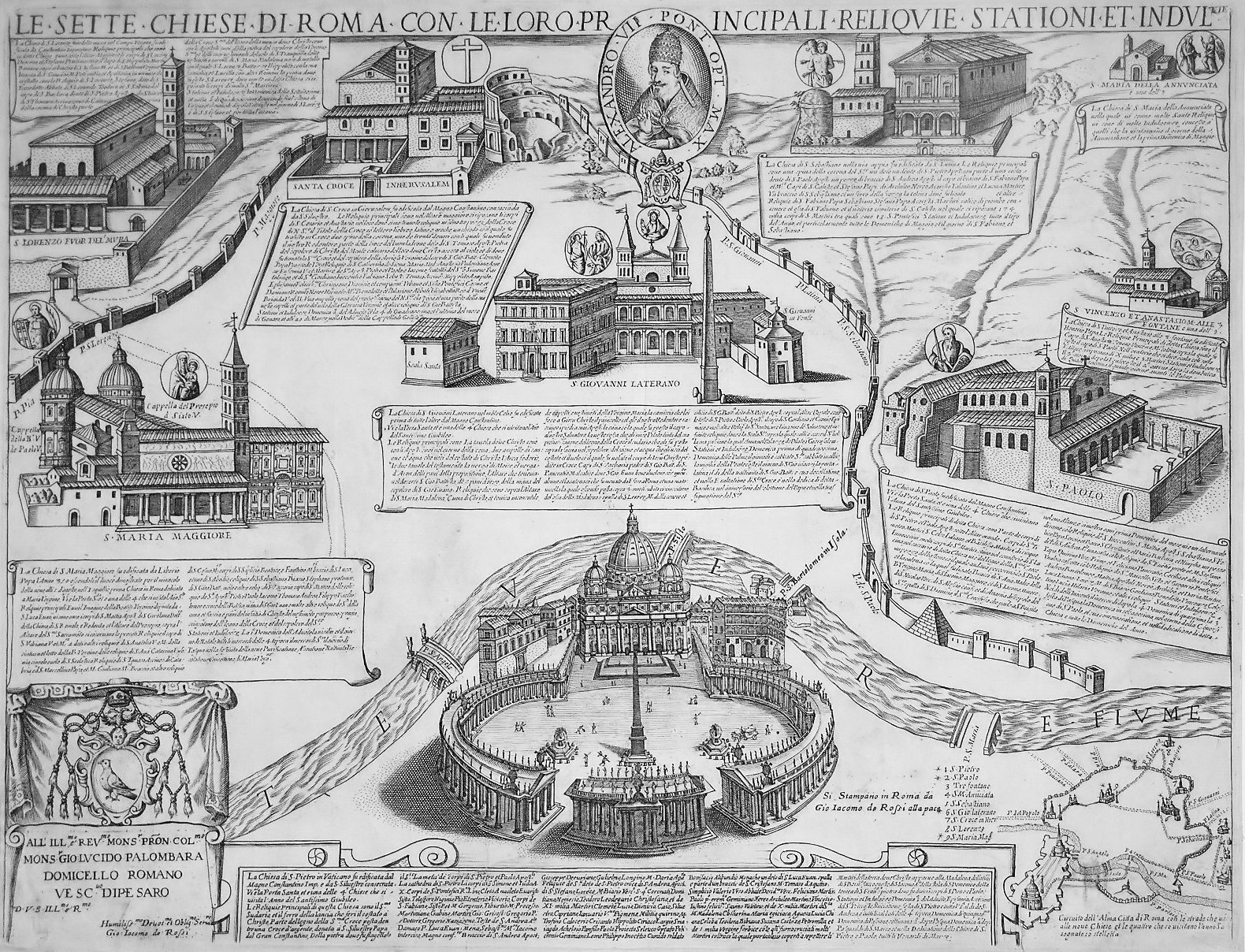
Plan des églises de Rome à l'attention des pèlerins, lors du Jubilé de l'an 1600.

Cet article recense les églises nationales implantées à Rome, en Italie.
Ne pas confondre ces églises de Rome avec les églises nationales, églises chrétiennes autocéphales.

## Généralités
La période médiévale voit la fondation à Rome d'institutions de bienfaisance, hôpitaux, auberges, etc., fournissant une assistance aux pèlerins étrangers provenant de certaines origines, jetant la base des églises nationales de la ville. Ces institutions sont généralement organisées en confréries et financées grâce à la charité et aux legs de riches bienfaiteurs riches appartenant à ces «nations». Elles peuvent également être rattachées à des scholae nationales (prédécesseurs des séminaires de Rome) où les membres du clergé étaient formés. Les églises et leurs richesses sont alors un signe de l'importance d'une nation et des prélats qui la soutiennent.
Faute de but défini, un grand nombre de ces organisations sont expropriées par la loi de 1873 sur la suppression des corporations religieuses. Néanmoins, au cours des décennies suivantes, différents accords, aboutissant aux accords du Latran, ramènent les actifs des églises nationales au sein de l'Église catholique.
Jusqu'en 1870 et l'unification italienne, les églises nationales comprennent également les églises des anciens États italiens : elles sont de nos jours appelées églises régionales.

## Églises nationales des régions italiennes

### Églises nationales historiques des régions italiennes
- Campanie
  - Église Spirito Santo dei Napoletani
- Corse
  - Basilique San Crisogono
- Émilie-Romagne
  - Église Santi Giovanni Evangelista e Petronio
- Ligurie
  - Église San Giovanni Battista dei Genovesi
- Lombardie
  - Basilique Santi Ambrogio e Carlo al Corso
  - Église Santi Bartolomeo e Alessandro dei Bergamaschi
- Marches
  - Église San Salvatore in Lauro
- Piémont
  - Église Santissimo Sudario dei Piemontesi
- Sardaigne
  - Église Santissimo Sudario dei Piemontesi
- Toscane
  - Église San Giovanni Battista dei Fiorentini
  - Église Santa Croce e San Bonaventura dei Lucchesi
- Vénétie
  - Basilique San Marco Evangelista al Campidoglio
- Sicile
  - Église Santa Maria d'Itria

### Églises nationales des régions italiennes modernes (églises régionales aujourd'hui)
- Abruzzes
  - Église Santa Maria Maddalena
- Basilicate
  - Basilique San Nicola in Carcere
- Calabre
  - Église San Francesco di Paola
- Dalmatie
  - Église San Marco evangelista in Agro Laurentino
- Latium
  - Église Saint-Ignace-de-Loyola
  - Église du Gesù
  - Basilique Santa Maria in Aracoeli
- Marches
  - Église Santi Fabiano e Venanzio
- Pouilles
  - Basilique San Nicola in Carcere
- Toscane
  - Église Oratorio San Giovanni Decollato
  - Église Santa Caterina da Siena
- Ombrie
  - Église Santi Benedetto e Scolastica all'Argentina
  - Église Santa Rita da Cascia alle Vergini
- Vénétie julienne
  - Église San Marco evangelista in Agro Laurentino

## Églises étrangères nationales

### Europe
- Allemagne
  - Église Santa Maria dell'Anima
  - Église Santa Maria della Pietà in Camposanto dei Teutonici (Vatican)
  - Église Santo Spirito in Sassia (Saxe (Land))
- Autriche
  - Église Santa Maria dell'Anima
  - Église Santa Maria della Pietà in Camposanto dei Teutonici (Vatican)
- Belgique
  - Église San Giuliano dei Fiamminghi
- Bulgarie
  - Église Santi Vincenzo e Anastasio a Trevi (Rite byzantin)
- Croatie
  - Église Saint-Jérôme des Croates
- Espagne
  - Église Notre-Dame du Sacré-Cœur de Rome
  - Église Santa Maria in Monserrato degli Spagnoli
  - Église Santissima Trinità degli Spagnoli
  - Église Saint-Charles-des-Quatre-Fontaines
- France
  - Église Saint-Louis-des-Français
  - Église et abbaye de la Trinité-des-Monts
  - Église Saint-Yves-des-Bretons (Bretagne)
  - Saints-Claude-et-André-des-Bourguignons (Bourgogne)
  - Église Saint-Nicolas-des-Lorrains (Lorraine)
  - Église Santa Chiara
- Grande-Bretagne
  - Basilique San Silvestro in Capite
  - Église San Tommaso di Canterbury
  - Église Sant'Andrea degli Scozzesi
  - Église Santi Giorgio e Martiri inglesi
- Grèce
  - Église Sant'Atanasio dei Greci (rite grec-catholique hellène)
  - Église san Basilio agli Orti Sallustiani (rite grec-catholique hellène)
  - Église Santa Maria in Cosmedin (rite grec-catholique melkite)
  - Église San Teodoro al Palatino (rite grec orthodoxe)
  - Église San Giovanni Battista dei Cavalieri di Rodi (rite grec-catholique hellène)
- Hongrie
  - Église Saint-Étienne-le-Rond
- Irlande
  - Église Sant'Isidoro a Capo le Case
  - Église San Patrizio a Villa Ludovisi
  - Basilique Saint-Clément-du-Latran
- Malte
  - Église Santa Maria del Priorato
- Pays-Bas
  - Église Santa Maria della Pietà in Camposanto dei Teutonici
- Pologne
  - Église Santo Stanislao dei Polacchi
- Portugal
  - Église Sant'Antonio in Campo Marzio
- Roumanie
  - Église San Salvatore alle Coppelle (Rite byzantin-roumain)
- Russie
  - Église Sant'Antonio Abate (Rite byzantin-russe)
- Suède
  - Église Santa Brigida (Rome)
- Suisse
  - Église Santi Martino e Sebastiano degli Svizzeri (Vatican, réservée à la garde suisse pontificale)
  - Église San Pellegrino (Vatican, réservée à la garde suisse pontificale)
- Ukraine
  - Église Santi Sergio e Bacco degli Ucraini
  - Église San Giosafat al Gianicolo
  - Église Santa Sofia (Rome) (rite ukrainien)

### Autres pays
- Argentine
  - Église Santa Maria Addolorata a piazza Buenos Aires
- Arménie
  - Église San Biagio degli Armeni
  - Église Saint-Nicolas de Tolentino (Rite arménien)
- Canada
  - Notre-Dame du Très Saint Sacrement et Saints martyrs canadiens
- Chili
  - Église Santa Maria della Pace
- République démocratique du Congo
  - Église Natività (Rome)
- Corée
  - Église Santi Martiri Coreani
- Équateur 
  - Église Santa Maria in Via [1]
- États-Unis
  - Église Santa Susanna alle Terme di Diocleziano
- Éthiopie
  - Église Santo Stefano degli Abissini (Vatican)
  - Église San Tommaso in Parione
- Guatemala
  - Église Saint-Ignace-de-Loyola
- Japon
  - Église Santa Maria dell'Orto
- Liban
  - Église San Marone
- Mexique
  - Basilique Nostra Signora di Guadalupe e San Filippo in Via Aurelia
- Paraguay
  - Église Santa Maria della Luce
- Pérou
  - Basilique Sant'Anastasia al Palatino
- Philippines
  - Basilique Santa Pudenziana
- Syrie
  - Église Santa Maria della Concezione in Campo Marzio (Rite syriaque occidental)